# Inarkoï
Inarkoï (en russe : Инарко́й, en kabarde : Инэркъуей) est un village du raïon de Terek de la Kabardino-Balkarie, en Russie. Sa population s'élevait à 1 500 habitants en 2023.

## Géographie
Inarkoï est située dans la république de Kabardino-Balkarie, un sujet de Ciscaucasie de la Russie. Le village se trouve dans le district fédéral du Caucase du Nord. Inarkoï est l'une des localités du raïon de Terek, une subdivision de la république dont le centre administratif est la ville de Terek. Le village forme l'établissement rural de Inarkoï, une municipalité dont il est la seule localité.

## Démographie
Recensements (*) et estimations de la population:
| 2002 * | 2010* | 2021* | 2023  | - |
| ------ | ----- | ----- | ----- | - |
| 1 590  | 1 512 | 1 497 | 1 500 | - |